# Annals of Statistics
The Annals of Statistics es una revista científica revisada por pares que publica bimestralmente por el Institute of Mathematical Statistics, que es una sociedad académica y profesional internacional dedicada al desarrollo, la difusión y la aplicación de la estadística y la probabilidad. La revista fue fundada en 1973 como continuación de parte de Annals of Mathematical Statistics (1930), que se dividió en Annals of Statistics y Annals of Probability.
La revista ocupa el primer lugar en la categoría Probabilidad y estadísticas con aplicaciones, con un índice h de 70, según Google Académico. Su CiteScore es de 5,8 y el  SCImago Journal Rank es de 5,877, ambos de 2020.
Los artículos de más de 3 años están disponibles en JSTOR, y todos los artículos desde 2004 están disponibles gratuitamente en arXiv.

## Editores
Las siguientes personas fueron editores de la revista:
- Ingram Olkin (1972–1973)
- I. Richard Savage (1974–1976)
- Rupert Miller (1977–1979)
- David V. Hinkley (1980–1982)
- Michael D. Perlman (1983–1985)
- Willem van Zwet (1986–1988)
- Arthur Cohen (1988–1991)
- Michael Woodroofe (1992–1994)
- Larry Brown y John Rice (1995–1997)
- Hans-Rudolf Künsch y James O. Berger (1998–2000)
- John Marden y Jon A. Wellner (2001–2003)
- Morris Eaton y Jianqing Fan (2004–2006)
- Susan Murphy y Bernard Silverman (2007–2009)
- Peter Bühlmann y T. Tony Cai (2010–2012)
- Peter Hall y Runze Li (2013–2015)
- Ed George y Tailen Hsing (2016–2018)
- Richard J. Samworth y Ming Yuan (2019–2020)
- Enno Mammen y Lan Wang (2021–actual)[7]